# Lévy Madinda
Lévy Clément Madinda (* 11. června 1992, Libreville) je gabonský fotbalový záložník a reprezentant. V současnosti působí v klubu Celta Vigo.

## Klubová kariéra
Lévy Madinda hrál v Gabonu v klubu AS Stade Mandji. V roce 2010 odešel do Evropy do španělského klubu Celta de Vigo, kde se nejprve začlenil do rezervního týmu.

## Reprezentační kariéra
Madinda se zúčastnil Letních olympijských her 2012 v Londýně, kde Gabon vypadl již v základní skupině B.
V A-mužstvu gabonské reprezentace debutoval v roce 2011.
Zúčastnil se Afrického poháru národů 2012, který pořádal právě Gabon společně s Rovníkovou Guineou. Gabon vypadl na turnaji ve čtvrtfinále s Mali na pokutové kopy.

Zúčastnil se i Afrického poháru národů 2015 v Rovníkové Guineji.